# 1871 no Brasil
Esta é uma cronologia dos fatos acontecimentos de ano 1871 no Brasil.

## Incumbente
- Imperador – D. Pedro II (9 de abril de 1831-15 de novembro de 1889).

## Eventos
- 28 de setembro: É promulgada a Lei do Ventre Livre, conhecida como Lei Rio Branco, que dá liberdade aos filhos de escravos nascidos no Brasil.[1][2]

## Nascimentos
- 27 de agosto: José Monteiro Ribeiro Junqueira, advogado e político (m. 1946).
- 12 de setembro: Mário Alves Monteiro Tourinho, militar e interventor federal (m. 1964).
- 10 de outubro: Rodolfo Penha.

## Mortes
- 7 de fevereiro: Leopoldina de Bragança e Bourbon, filha do imperador dom Pedro II (n. 1847).
- 6 de julho: Castro Alves, poeta (n. 1847).
- 11 de agosto: Marcos Antônio Brício, militar e político (n. 1800).
- 22 de novembro: Francisco Antônio Rocha Pita e Argolo, nobre (n. 1831).